# Saina Nehwal
Saina Nehwal (Hisar, 17 de março de 1990) é uma jogadora de badminton indiana, medalhista olímpica e ex-número 1 da modalidade.

## Carreira
Nehwal representou seu país nos Jogos Olímpicos de Verão de 2012, conquistando a medalha de ouro no individual feminino.